# Avdrenia malaita
Avdrenia malaita är en insektsart som beskrevs av Otte, D. 1988. Avdrenia malaita ingår i släktet Avdrenia och familjen syrsor. Inga underarter finns listade i Catalogue of Life.